# Aatos Jaskari
Aatos Yli-Jaskari (26 aprile 1904 – 16 marzo 1962) è stato un lottatore finlandese, specializzato nella lotta libera.

## Palmarès

### Olimpiadi
- Bronzo a Los Angeles 1932 nella lotta libera, pesi gallo.